# Coosje Van Bruggen
Pour les articles homonymes, voir Van Bruggen.
Coosje van Bruggen (Groningue, 6 juin 1942 – Los Angeles, 10 janvier 2009) est une sculptrice et une historienne de l'art néerlandaise.

## Biographie
En 1977, elle épouse le sculpteur américain, Claes Oldenburg, avec qui elle collabore pour la réalisation de nombreuses sculptures publiques aux États-Unis et en Europe. Elle signe sa première sculpture publique avec Oldenburg en 1981 en réalisant Flashlight, la reproduction agrandie d'une torche électrique noire de onze mètres sur le campus de l'université de Las Vegas. 
Parmi les sculptures produites aux États-Unis, on peut signaler Free Stamp (1991), un tampon encreur géant installé près de l'hôtel de ville de Cleveland et les Volants (Shuttlecocks, 1994) réalisés pour le parc du Musée d'art Nelson-Atkins à Kansas City. À Fribourg en Allemagne, elle crée une sculpture intitulée Gartenschlauch (1983) en hommage à Érasme et à son Éloge de la folie. L'œuvre, dynamique et fluide, s'offre comme un gigantesque graffiti dans l'espace. 
En Grande-Bretagne, à Middlesbrough, elle réalise une bouteille à la mer à grande échelle (Bottle of Notes, 1993) composée de mots en trois dimensions. Les lettres, azurées et blanches évoquent le ciel, la mer, et les nuages. L'œuvre est un hommage à l'explorateur et navigateur James Cook, originaire de Middlesbrough. À Barcelone, en Espagne, les Oldenburg proposent l'agrandissement d'une pochette d'allumettes en guise d'art public (Mistos, 1992). Le choix de cet objet a été en partie dicté par un croquis d'Antoni Gaudí présentant une vue d'ensemble de la Sagrada Familia dont la forme rappelle une pochette d'allumettes. Le temple grandiose de l'architecte est parodié par les sculpteurs. La Pochette d'allumettes géante est installée près du Pavillon espagnol réalisé par Josep Lluís Sert pour l'Exposition universelle de 1937. 
Van Bruggen a associé sa sculpture à la Guerre d'Espagne et au poète Garcia Lorca, les Allumettes à grande échelle pouvant rappeler les poésies des Romances gitanes. Serrées et en rang dans leur Pochette, les Allumettes, brisées, calcinées ou en flammes évoquent les fusillades de républicains et d'anarchistes catalans après la victoire du franquisme. Auteure d'une monographie sur le musée Guggenheim de Frank O. Gehry à Bilbao, van Bruggen conçoit à Los Angeles avec Claes Oldenburg, un édifice ayant la forme de jumelles qui sera construit au centre d'un bâtiment de Gehry (Binoculars, Chiat/Day Building, 1991). Les jumelles citent implicitement l'architecture commerciale des années 1930 de Los Angeles dont les bâtiments reproduisaient des objets du quotidien. En 2006, Van Bruggen réalise sans l'aide de son époux, une sculpture à Séoul, en Corée du sud. Il s'agit d'une double hélice d'ADN et de la reproduction agrandie d'un coquillage. On peut la lire comme une affirmation de la vie dans un environnement urbain bétonné, hors échelle et inhumain, construit après la Guerre de Corée qui eut lieu au début des années 1950.
Claes Oldenburg a évoqué la teneur de l'apport de son épouse à sa conception de l'art public.

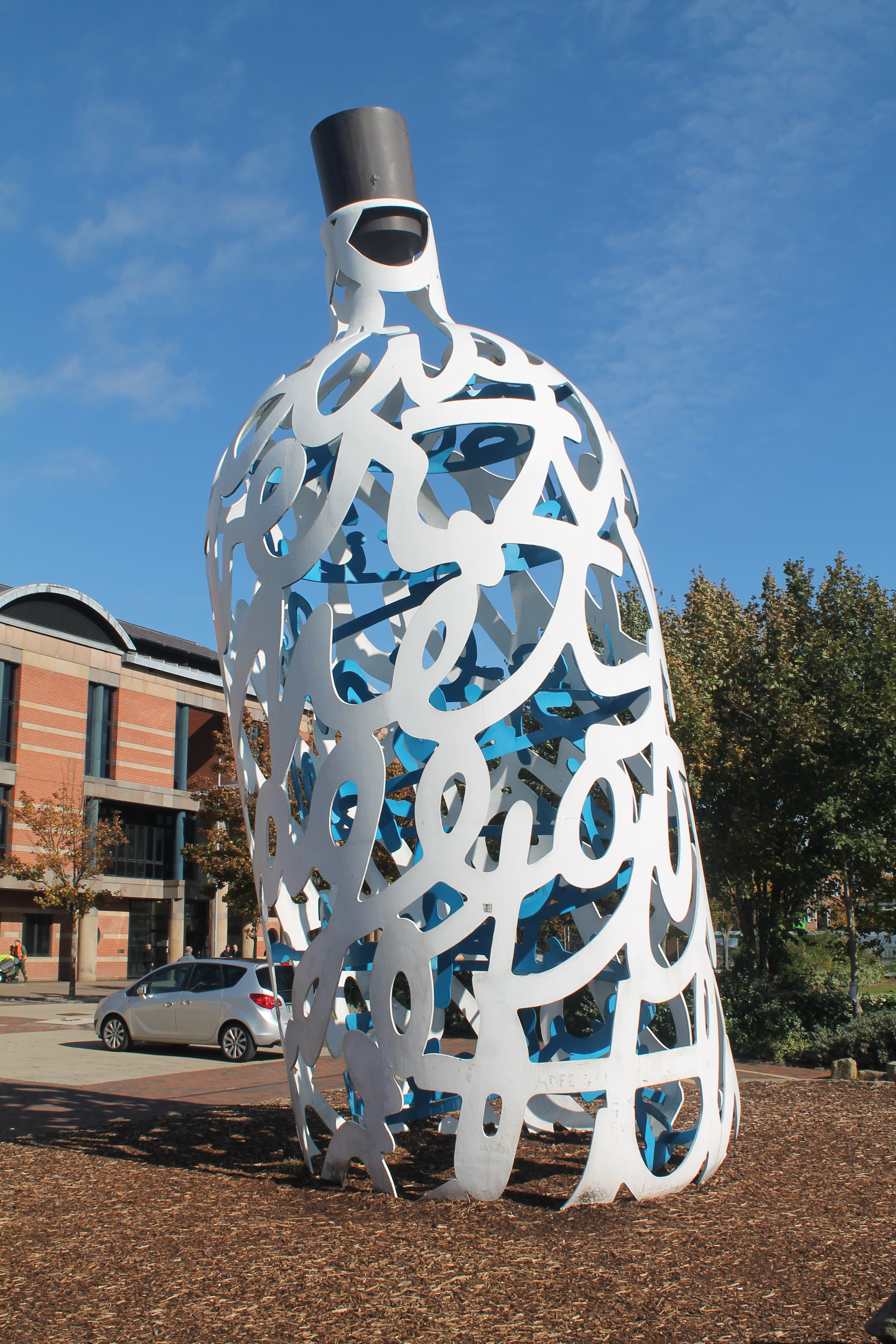
Bottle O'Notes (Middlesborough)
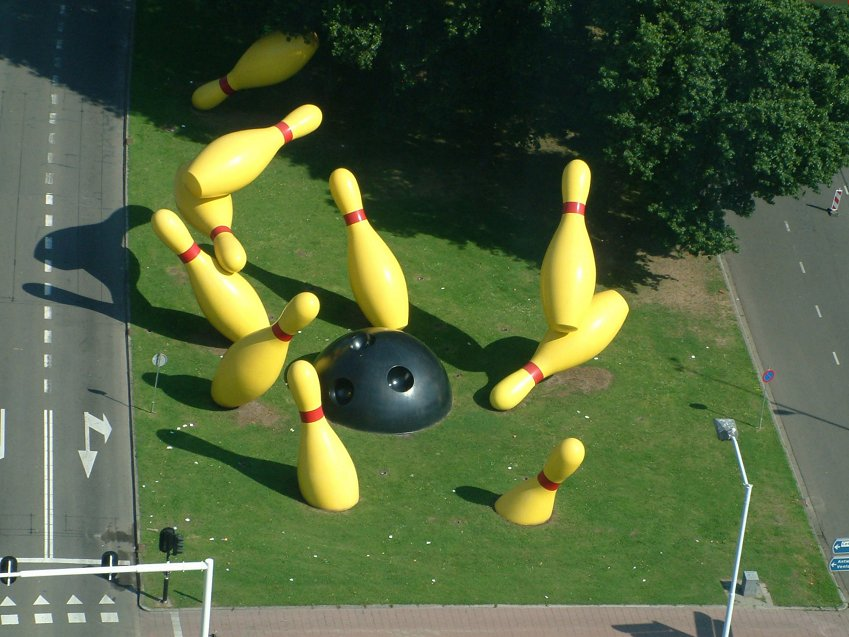
Flying Pins (2000), Eindhoven
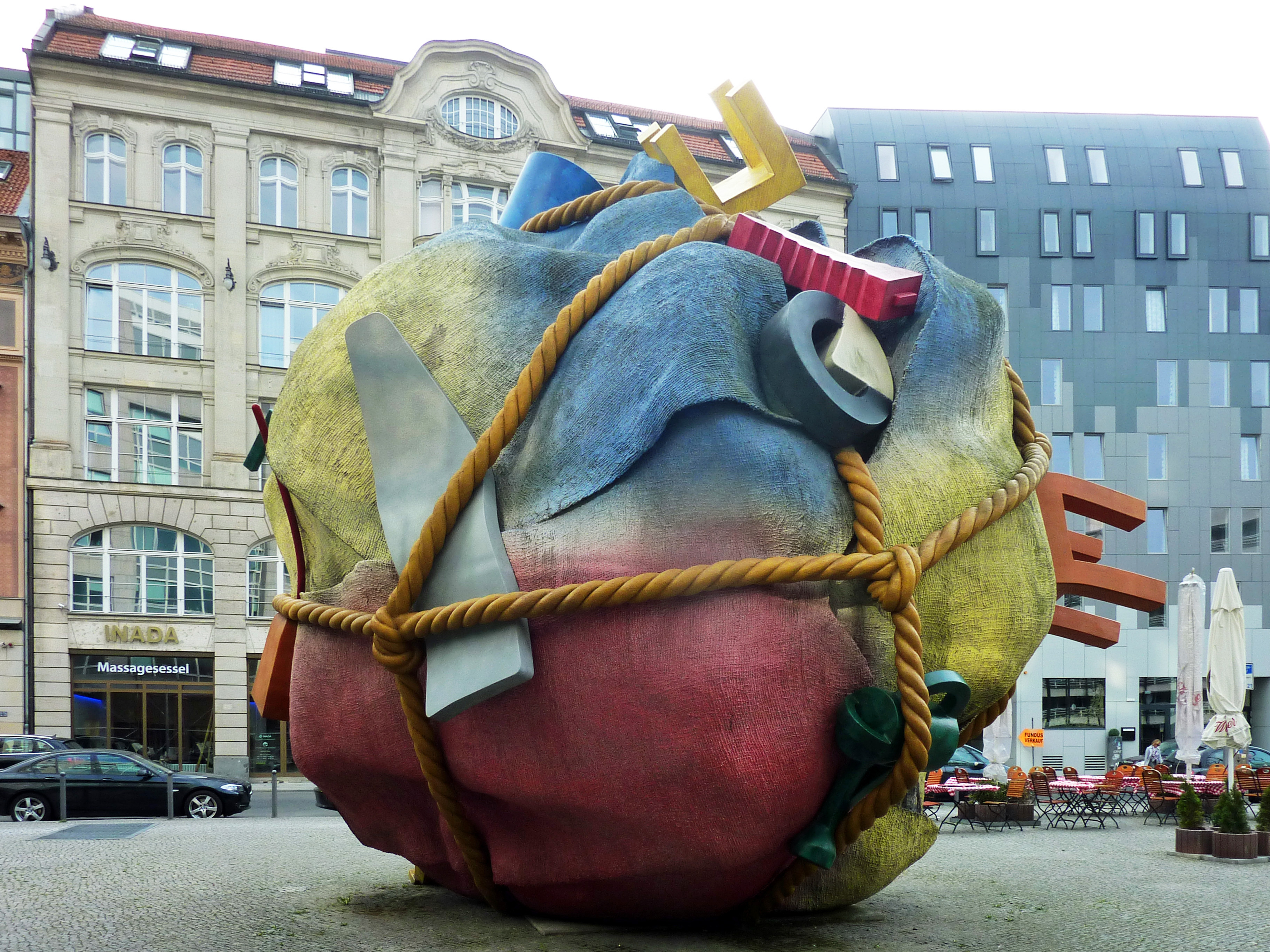
Houseball, Berlin